# Levantamiento del 2 de Mayo
El Levantamiento del 2 de Mayo es el nombre por el que se conocen los hechos acontecidos ese día de 1808 contra la invasión francesa de España en la ciudad de Madrid. Posteriormente a que se reprimiera la protesta por las fuerzas napoleónicas presentes en la ciudad, por todo el país se extendió una ola de proclamas de indignación y llamamientos públicos a la insurrección armada, que desembocarían en la guerra de la Independencia española.

## Contexto histórico

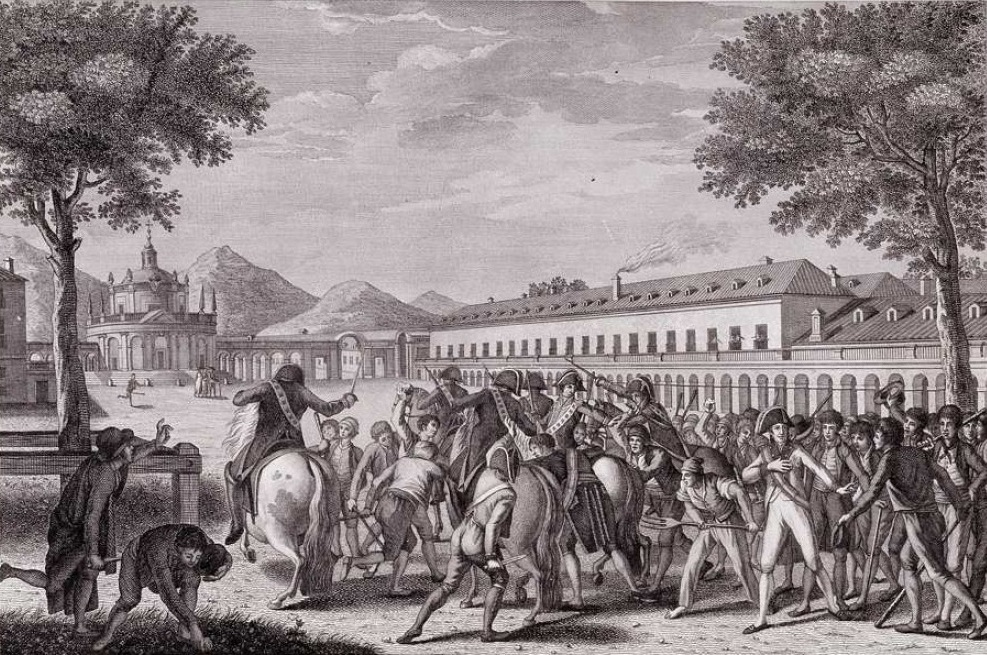
Caída y prisión del Príncipe de la Paz (c. 1814); grabado de Francisco de Paula Martí de un dibujo de Zacarías Velázquez que refleja el día 19 de marzo en la ciudad de Aranjuez.

Tras la firma del Tratado de Fontainebleau el 27 de octubre de 1807, la consiguiente entrada en España de las tropas aliadas francesas de camino hacia Portugal y los sucesos del motín de Aranjuez el 17 de marzo de 1808, Madrid fue ocupada por las tropas del general Murat el 23 de marzo de 1808. Al día siguiente, se producía la entrada triunfal en la ciudad de Fernando VII y su padre, Carlos IV, que acababa de ser forzado a abdicar a favor del primero. Ambos son obligados a acudir a Bayona para reunirse con Napoleón, donde se producirán las abdicaciones de Bayona, que tendrán como final la imposición de la Corona española en manos del hermano del emperador, José Bonaparte. 
Mientras tanto, en Madrid se constituyó una Junta de Gobierno que Fernando VII había dejado encargada de los asuntos de gobierno antes de partir para entrevistarse con Napoleón. Pero el poder efectivo quedó en manos de Murat, que redujo la Junta a una mera institución títere. El 27 de abril, Murat solicitó, supuestamente en nombre de Carlos IV, la autorización para el traslado a Bayona de los dos hijos de este que quedaban en la ciudad, la reina de Etruria, María Luisa, y el infante Francisco de Paula. Aunque la Junta se negó en un principio, tras una reunión de urgencia en la noche del domingo 1 al lunes 2 de mayo y ante las instrucciones de Fernando VII llegadas a través de un emisario real desde Bayona, finalmente cedió.

## Levantamiento

### «¡Que nos lo llevan!»

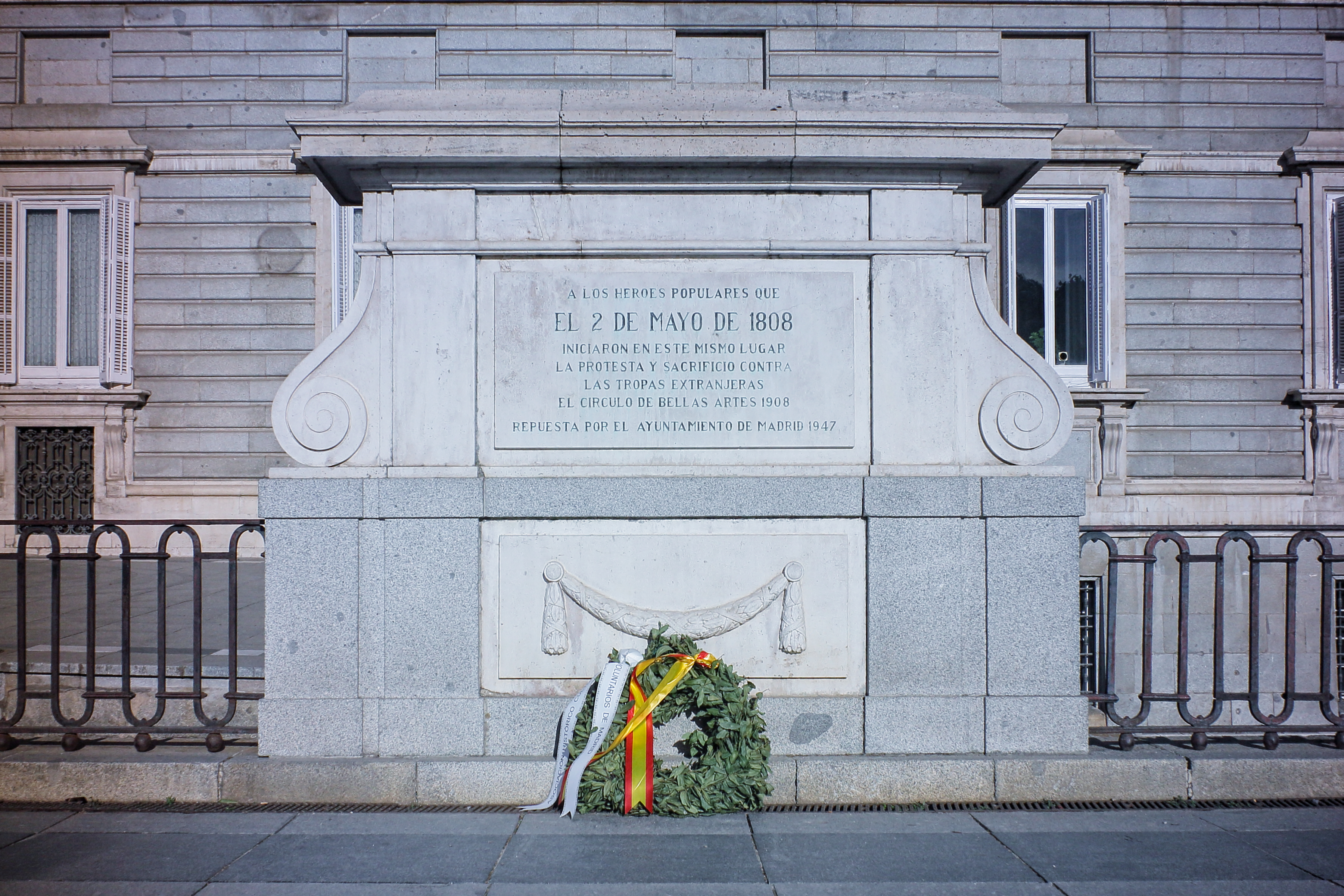
Placa levantada junto al Palacio Real de Madrid, que conmemora el lugar donde comenzaron los ataques contra los soldados franceses.

El 2 de mayo de 1808, a primera hora de la mañana, grupos de madrileños comenzaron a concentrarse ante el Palacio Real. La muchedumbre conocía la intención de los soldados franceses de sacar de palacio al infante Francisco de Paula —último miembro de la familia real que permanecía todavía en Madrid— para llevárselo a Francia con el resto de la familia real, por lo que, al grito proferido por José Blas Molina «¡Que nos lo llevan!», parte del gentío asaltó las puertas del palacio. El infante se asomó a un balcón provocando que aumentara el bullicio en la plaza. Un grupo que creyó que los franceses se llevaban al infante por la fuerza, atacó a una patrulla francesa, que solo pudo zafarse de la acometida por la intervención de un batallón y dos piezas de artillería, que dispararon contra la multitud. El choque desencadenó una violenta reacción popular en la ciudad y precipitó que la lucha se extendiese por todo Madrid. Al deseo del pueblo de impedir la salida del infante, se unió el de vengar a los muertos y el de deshacerse de los franceses.

### La lucha callejera
En el Pretil de los Consejos, por San Justo y por la plazuela de la Villa, la irrupción de gente armada viniendo de los barrios bajos era considerable; mas por donde vi aparecer después mayor número de hombres y mujeres, y hasta enjambres de chicos y algunos viejos fue por la plaza Mayor y los portales llamados de Bringas. Hacia la esquina de la calle de Milaneses, frente a la Cava de San Miguel, presencié el primer choque del pueblo con los invasores, porque habiendo aparecido como una veintena de franceses que acudían a incorporarse a sus regimientos, fueron atacados de improviso por una cuadrilla de mujeres ayudadas por media docena de hombres.
Benito Pérez Galdós: El 19 de Marzo y el 2 de Mayo

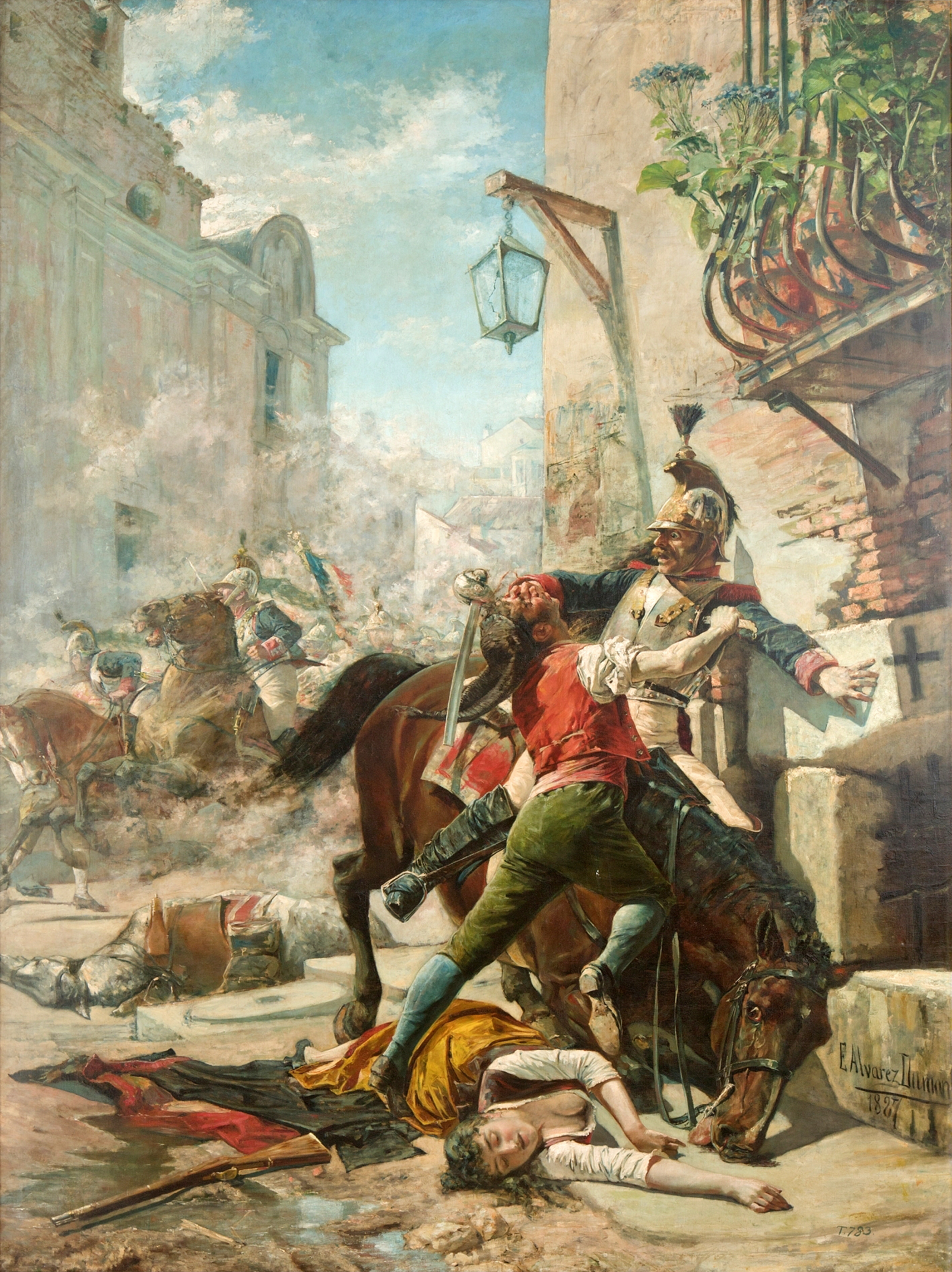
Malasaña y su hija batiéndose contra los franceses, por Eugenio Álvarez Dumont (1887).

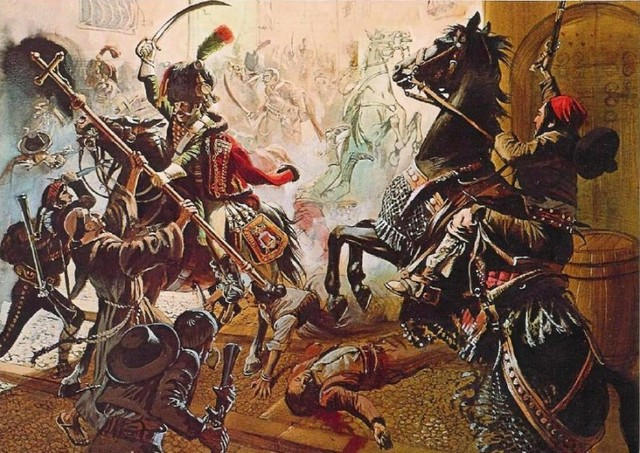
Carga de coraceros franceses contra los ciudadanos de Madrid el 2 de mayo.

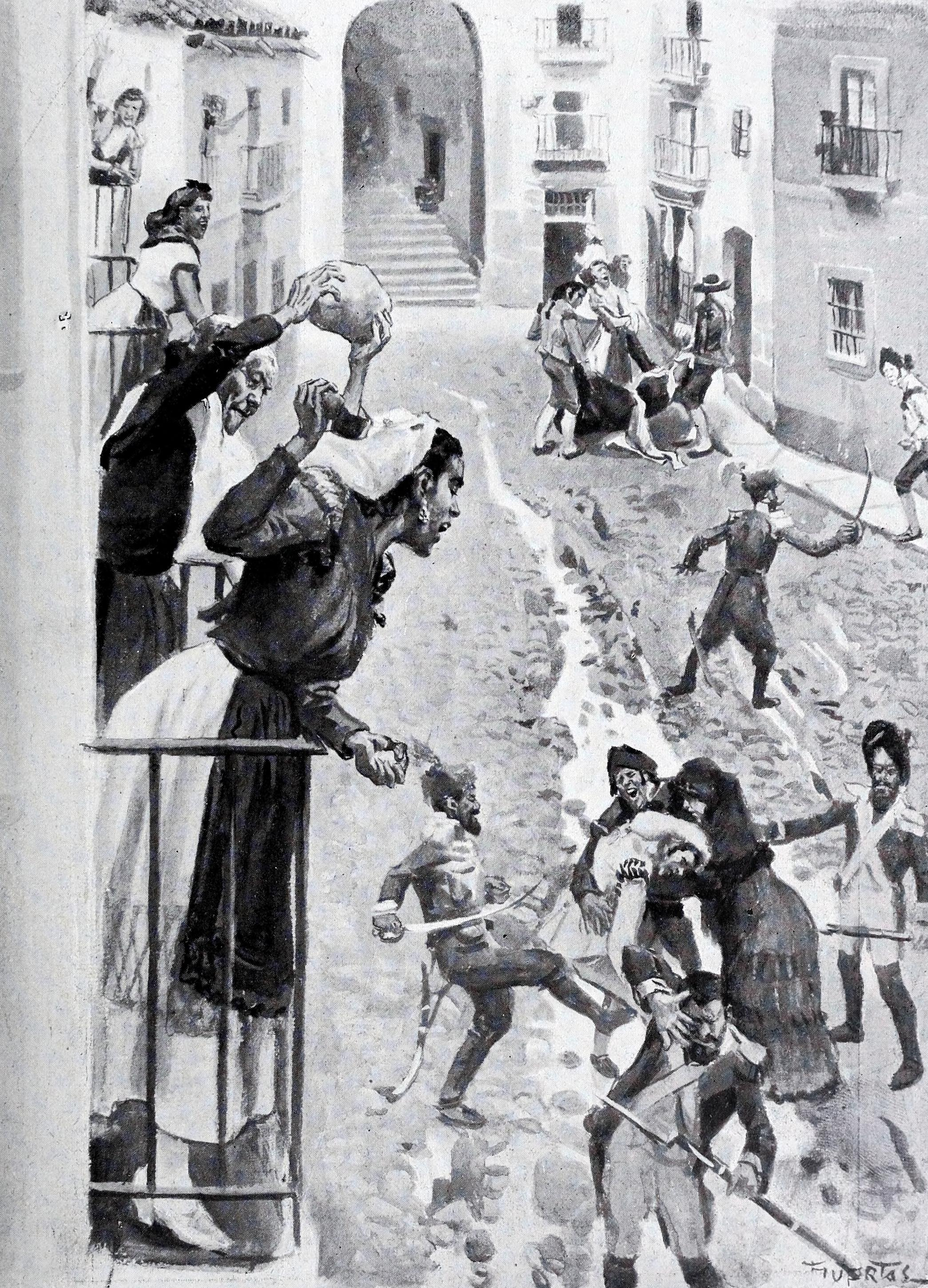
«El dos de mayo en Madrid. Escenas en la calle de Cuchilleros». Ilustración de Huertas en el número del 2 de mayo de 1908 de la revista Blanco y Negro conmemorando en centenario de los hechos.

Los madrileños comenzaron así un gran levantamiento popular espontáneo pero largamente larvado desde la entrada de las tropas francesas, improvisando soluciones a las necesidades de la lucha callejera. Se constituyeron partidas de barrio comandadas por caudillos espontáneos; se buscó el aprovisionamiento de armas, ya que en un principio las únicas de que dispusieron fueron navajas; y se comprendió la necesidad de impedir la entrada en la ciudad de nuevas tropas francesas.
Todo esto no fue suficiente y Murat pudo poner en práctica una táctica tan sencilla como eficaz. Cuando los madrileños quisieron hacerse con las puertas de la cerca de la ciudad para impedir la llegada de las fuerzas francesas acantonadas en sus afueras, el grueso de las tropas de Murat (unos 30 000 hombres) ya había penetrado, haciendo un movimiento concéntrico para dirigirse hacia el centro. No obstante, la gente siguió luchando durante toda la jornada utilizando cualquier objeto que fuera susceptible de servir de arma, como piedras, agujas de coser o macetas arrojadas desde los balcones. Así, los acuchillamientos, degollamientos y detenciones se sucedieron en una jornada sangrienta. Mamelucos y lanceros napoleónicos extremaron su crueldad con la población y varios cientos de madrileños, hombres y mujeres, sin distinción de edad, así como soldados franceses, murieron en la refriega. Goya reflejaría estas luchas años después, en su lienzo La Carga de los Mamelucos. 

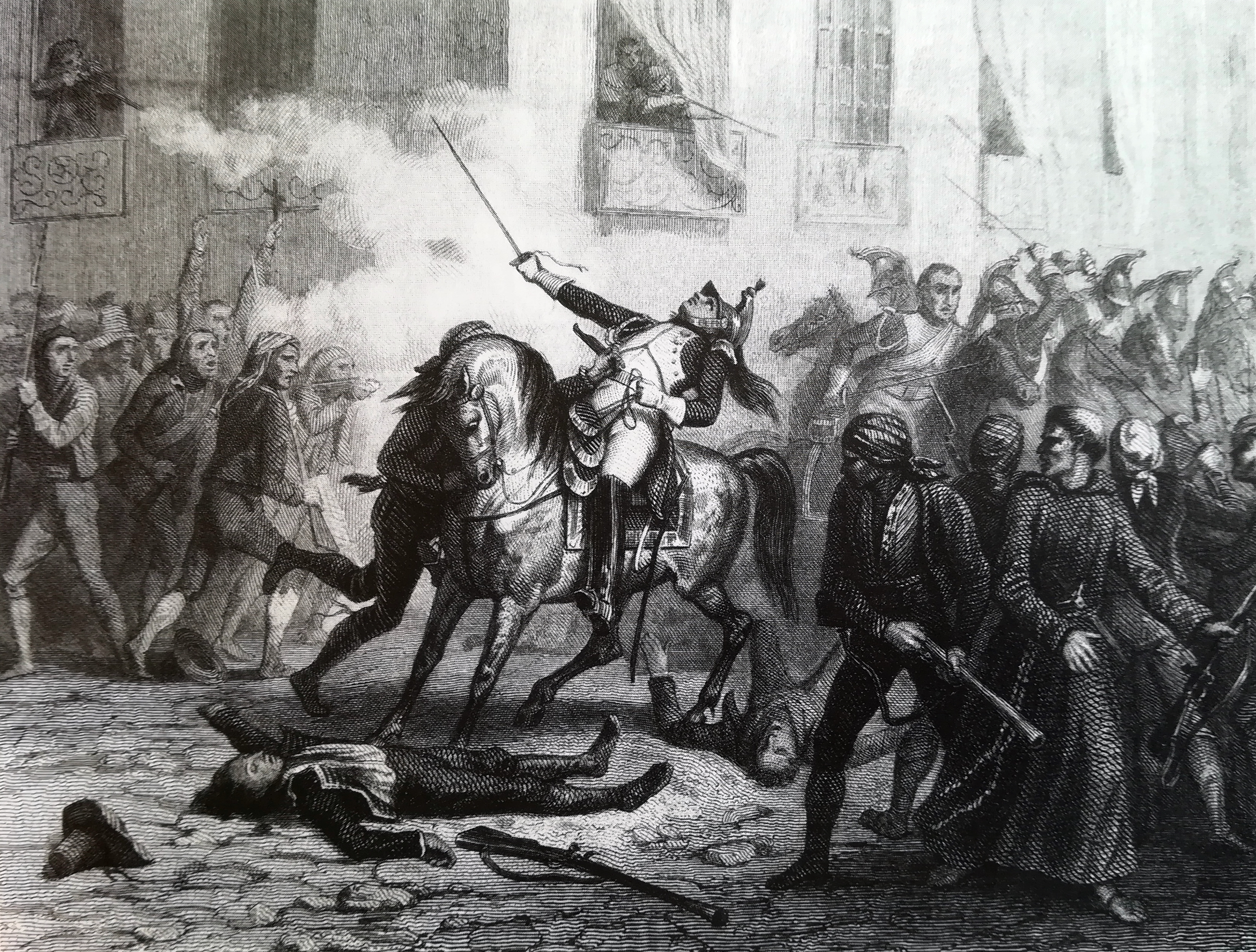
Sublevación en Madrid, un grabado francés de 1830.

Si bien la resistencia al avance francés fue mucho más eficaz de lo que Murat había previsto, especialmente en la puerta de Toledo, la puerta del Sol y el parque de Artillería de Monteleón, su operación de cerco le permitió someter a Madrid bajo la jurisdicción militar y poner bajo sus órdenes a la Junta de Gobierno. Poco a poco, los focos de resistencia popular fueron cayendo.

### Daoiz y Velarde

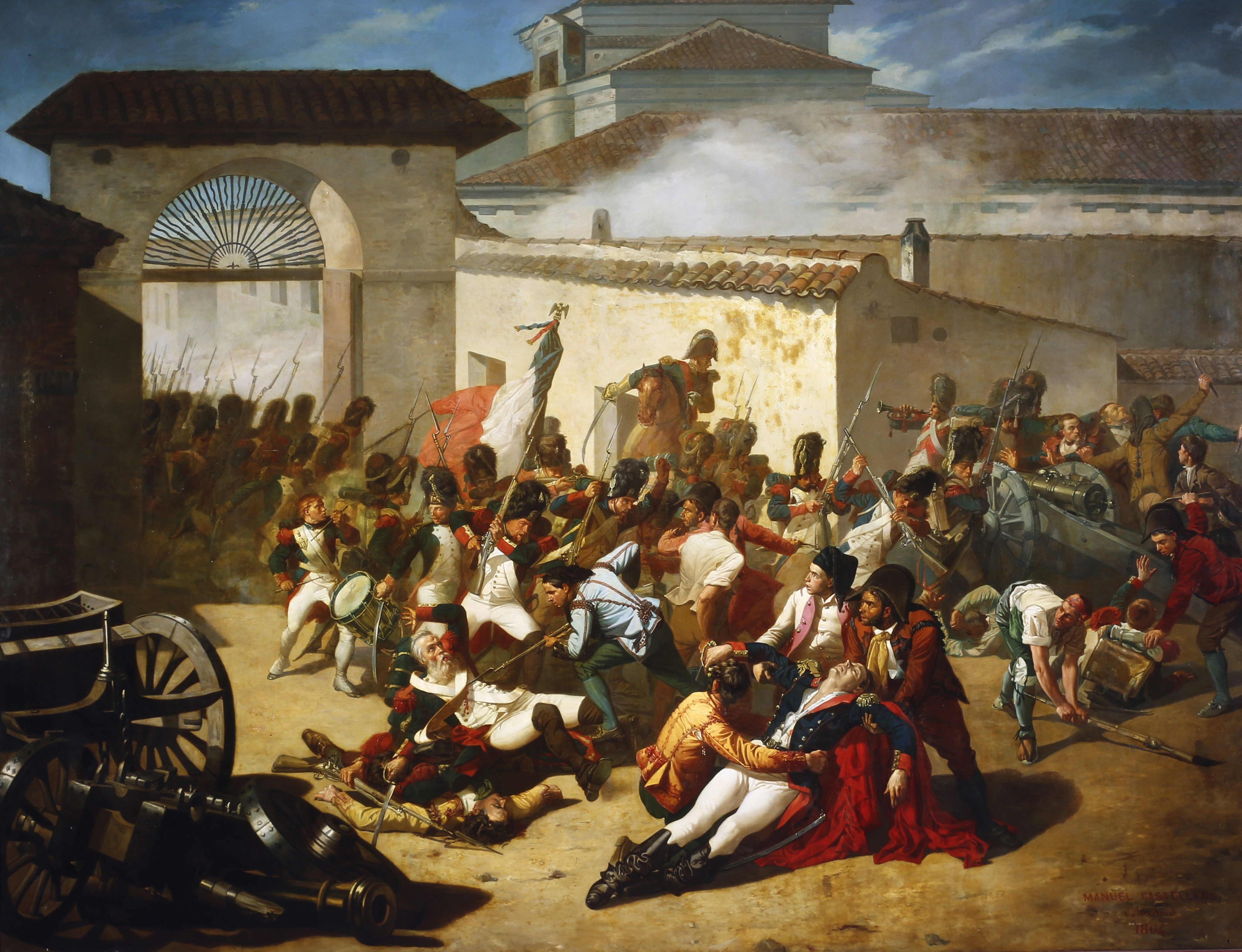
Representación de la muerte de Velarde frente al arco del parque de artillería de Monteleón (Manuel Castellano; Museo de Historia de Madrid).

Mientras se desarrollaba la lucha, los militares españoles, siguiendo órdenes del capitán general Francisco Javier Negrete, permanecieron acuartelados y pasivos. Sólo los artilleros del Parque de Monteleón desobedecieron las órdenes y se unieron a la insurrección. Entre los insurrectos de mayor graduación de aquella jornada destacaron los capitanes Luis Daoiz y Pedro Velarde, que asumieron el mando por ser los más veteranos. Se encerraron en Monteleón junto a sus hombres y decenas de vecinos que allí fueron en busca de combate contra los franceses, repeliendo oleadas de las tropas de Murat mandadas por el general Lefranc. Sin embargo, acabaron muriendo combatiendo en situación de inferioridad contra los refuerzos enviados desde el vecino palacio de Grimaldi, cuartel general de Murat. Otros militares tampoco acataron la orden superior de no intervenir y lucharon junto a Daoiz y Velarde, como el teniente Jacinto Ruiz y los alféreces de fragata Juan Van Halen, herido de gravedad, y José Hezeta.

### Los levantados en armas
El Levantamiento del Dos de Mayo fue la rebelión de los ciudadanos madrileños contra los franceses, comenzada por las clases populares de Madrid contra el ejército francés que había ocupado la ciudad sin oposición relevante por parte de la Administración. De hecho, la entrada de las tropas francesas se había hecho legalmente, al amparo del Tratado de Fontainebleau, cuyos límites, sin embargo, pronto vulneraron, excediendo el cupo permitido y ocupando plazas que no estaban en camino hacia Portugal, su supuesto objetivo. La Carga de los Mamelucos, antes citada, presenta las principales características de la lucha: profesionales perfectamente equipados (los mamelucos o los coraceros) frente a una multitud prácticamente desarmada; presencia activa en el combate de mujeres, algunas de las cuales perdieron incluso la vida (Manuela Malasaña y Clara del Rey, por ejemplo).

## Represión

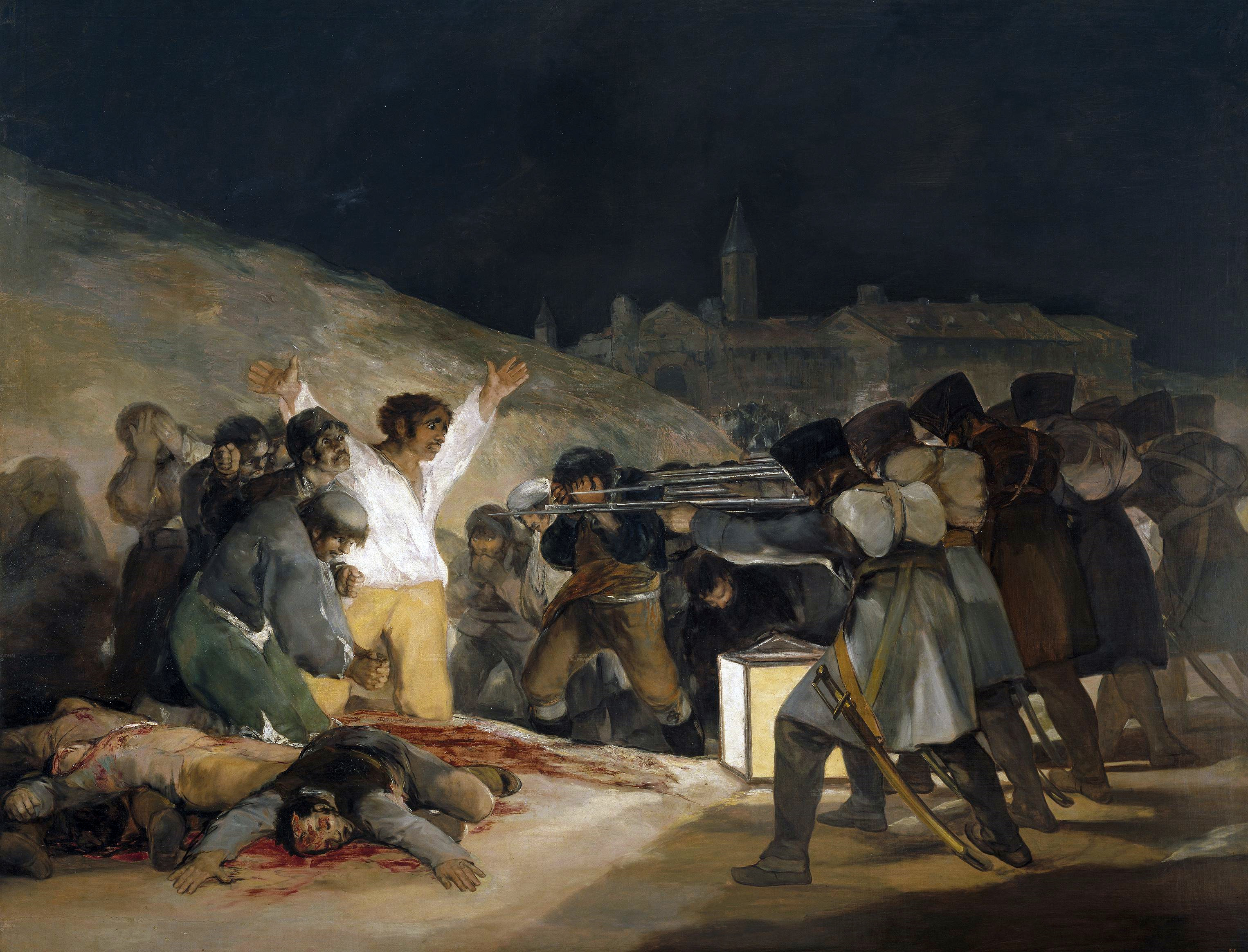
El 3 de mayo en Madrid (1814). Los fusilamientos en la montaña del Príncipe Pío, de Goya. Museo del Prado.

La represión fue cruel. Joaquín Murat, no conforme con haber aplacado el levantamiento, se planteó tres objetivos: controlar la administración y el ejército español, aplicar un riguroso castigo a los rebeldes para escarmiento de todos los españoles y afirmar que era él quien gobernaba España. La tarde del 2 de mayo firmó un decreto que creó una comisión militar, presidida por el general Grouchy, para sentenciar a muerte a todos cuantos hubiesen sido cogidos con las armas en la mano («Serán arcabuceados todos cuantos durante la rebelión han sido presos con armas»).

Orden del general Murat:

Soldados: mal aconsejado el populacho de Madrid, se ha levantado y ha cometido asesinatos. [...] La sangre francesa vertida clama venganza. Por lo tanto, mando lo siguiente: [...]
Art. 2. Serán arcabuceados todos cuantos durante la rebelión han sido presos con armas.
Art. 3. Todos los moradores de la corte, que anden con armas, o las conserven en su casa sin licencia especial, serán arcabuceados. [...] 

Dado en nuestro cuartel general de Madrid, a 2 mayo de 1808.
Gaceta de Madrid, 6 de mayo de 1808

El Consejo de Castilla publicó una proclama en la que se declaró ilícita cualquier reunión en sitios públicos y se ordenó la entrega de todas las armas, blancas o de fuego. Militares españoles colaboraron con Grouchy en la comisión militar. En estos primeros momentos, las clases pudientes parecieron preferir el triunfo de las armas de Murat antes que el de los patriotas, compuestos únicamente por las clases populares.

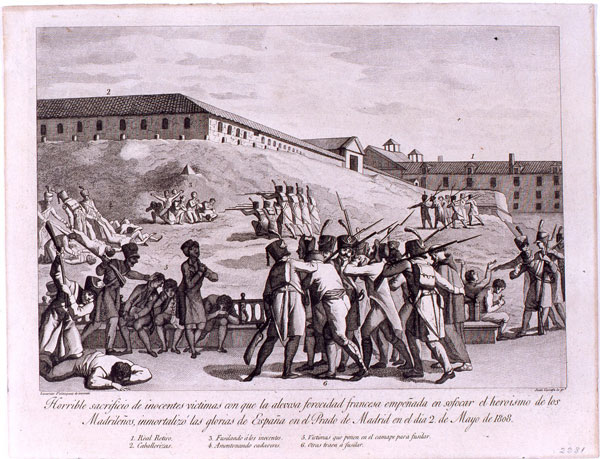
Los fusilamientos del 2 de mayo, del grabador español Juan Carrafa.

En el Salón del Prado fueron fusiladas 32 personas el mismo día 2 de mayo, otras 11 personas fueron ejecutadas en otros puntos de la ciudad (Cibeles, Recoletos, Puerta de Alcalá y Buen Suceso). Al día siguiente los franceses fusilaron a 24 personas en la montaña del Príncipe Pío y otros 12 en el Buen Retiro. La cifra exacta de bajas ha sido objeto de gran controversia, pero el historiador Pérez Guzmán, que revisó todos los archivos disponibles en 1908, contabilizó 409 muertos, 39 de ellos militares, y 170 heridos, de los cuales 28 eran militares. El resto de los muertos y heridos eran civiles. Aún considerando otros fallecimientos que no fueran registrados (por la confusión del momento o por miedo a represalias francesas) se ha calculado que la cifra total de bajas no superó los 500 muertos, y solo una décima parte de ellos militares.

## Consecuencias

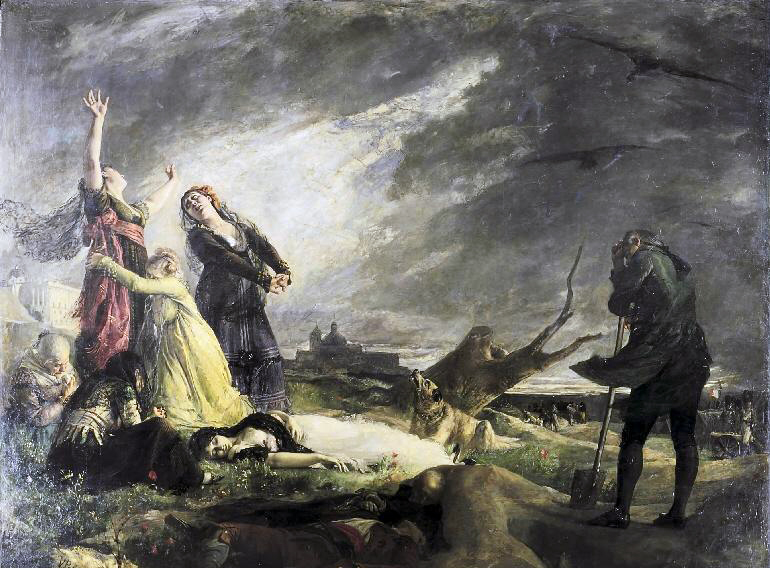
El 3 de mayo de 1808, obra de Vicente Palmaroli (1871), donde se muestra un grupo de personas lamentándose al contemplar los cuerpos de los fusilados.

Murat pensaba haber acabado con los ímpetus revolucionarios de los españoles, habiéndoles infundido un miedo pavoroso y garantizando para sí mismo la corona de España. Sin embargo, la sangre derramada no hizo sino inflamar los ánimos de los españoles y dar la señal de comienzo de la lucha en toda España contra las tropas invasoras. El mismo 2 de mayo por la tarde, en la villa de Móstoles, ante las noticias horribles traídas por los fugitivos de la represión en la capital, un destacado político, Juan Pérez Villamil, secretario del Almirantazgo y fiscal del Supremo Consejo de Guerra, hizo firmar a los alcaldes del pueblo (Andrés Torrejón y Simón Hernández) un bando en el que se llamaba a todos los españoles a empuñar las armas en contra del invasor, empezando por acudir al socorro de la capital. Dicho bando haría, de un modo indirecto, comenzar el levantamiento general, cuyos primeros movimientos, aunque posteriormente suspendidos, fueron los que promovieron el corregidor de Talavera de la Reina, Pedro Pérez de la Mula, y el alcalde mayor de Trujillo, Antonio Martín Rivas. Ambas autoridades prepararon alistamientos de voluntarios, con víveres y armas, y la movilización de tropas, para acudir al auxilio de la capital.
Por su parte, la falta de oposición de la Junta de Gobierno a los franceses y la asunción de su presidencia por el propio Murat el mismo 2 de mayo la sumieron en el descrédito ante la población. Se crearon a partir de entonces diversos organismos alternativos, las juntas provinciales y locales, que solo reconocieron la autoridad de Fernando VII y durante el verano se unieron en la Junta Suprema Central.

## Conmemoraciones

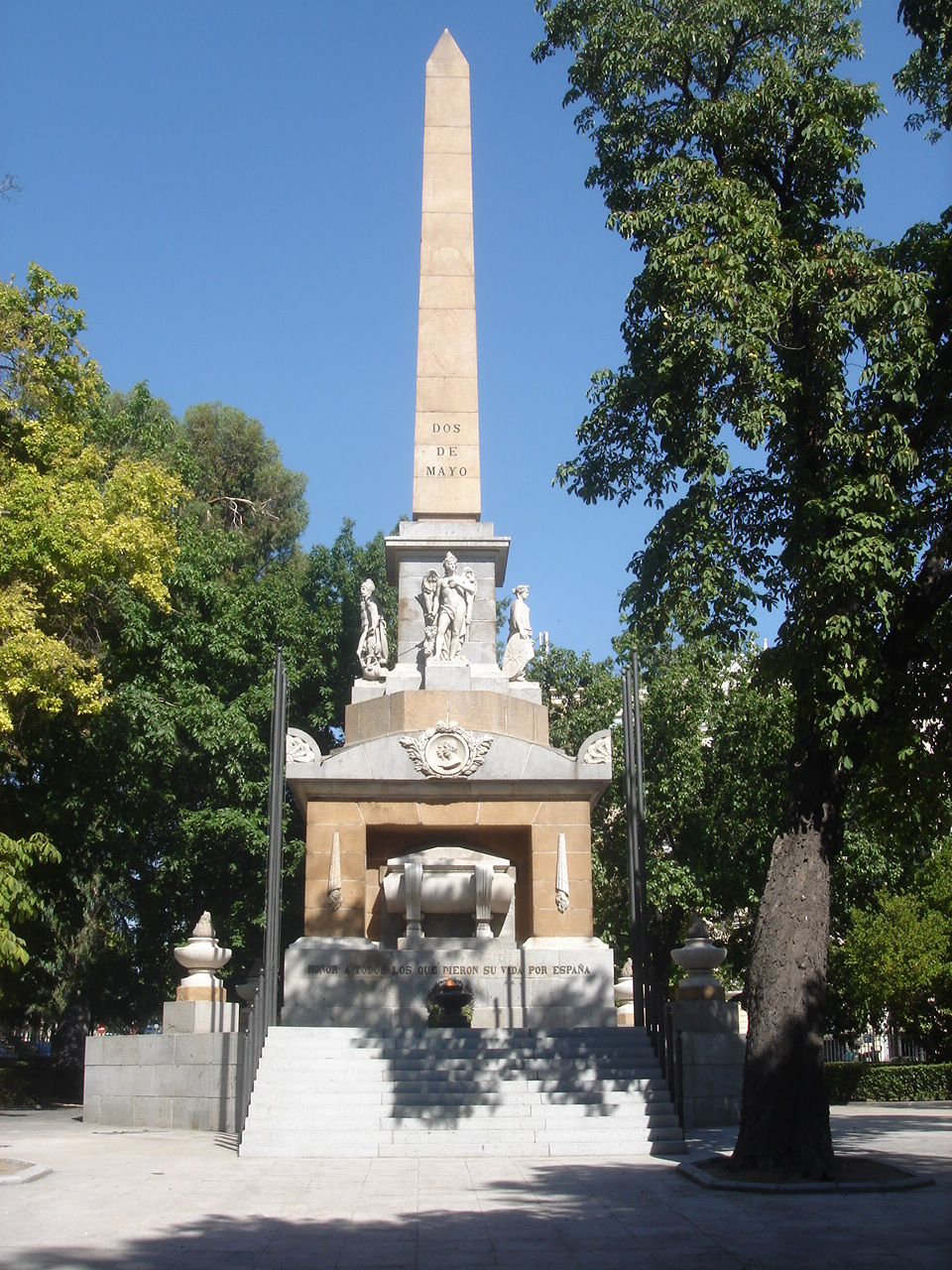
Monumento a los Héroes del Dos de Mayo, inaugurado en Madrid en 1840.

En la actualidad es un hecho muy importante e influyente a la hora de conocer acerca de la guerra de Independencia española contra los franceses, al ser el periodo que prácticamente inicia dicha guerra. Los acontecimientos del 2 de mayo suelen recibir homenajes todos los aniversarios de dicha fecha. Además se celebra el Día de la Comunidad de Madrid. Entre los homenajes cabe destacar los celebrados con motivo del Primer Centenario en 1908, con la inauguración del conjunto escultórico de bronce Héroes del Dos de Mayo, del escultor Aniceto Marinas, por parte del rey Alfonso XIII; y las celebraciones del Segundo Centenario en 2008. Estas últimas estuvieron protagonizadas por un espectáculo en la plaza de Cibeles del grupo teatral La Fura dels Baus, en el que se narraban los antecedentes históricos del Levantamiento y los fusilamientos del 3 de mayo. También se llevaron a cabo otras actividades culturales, en la capital y en Móstoles. Tradicionalmente, los actos incluyen una ofrenda floral a los héroes en el cementerio de la Florida por parte de los máximos responsables políticos madrileños, un desfile militar en la puerta del Sol con la colocación de una corona de flores a las placas de agradecimiento a los que lucharon aquel día de 1808, así como a los ciudadanos que ayudaron a las víctimas del atentado del 11 de marzo de 2004, y la ceremonia de entrega de las Medallas del Dos de Mayo en la sede de la Presidencia de la Comunidad de Madrid.

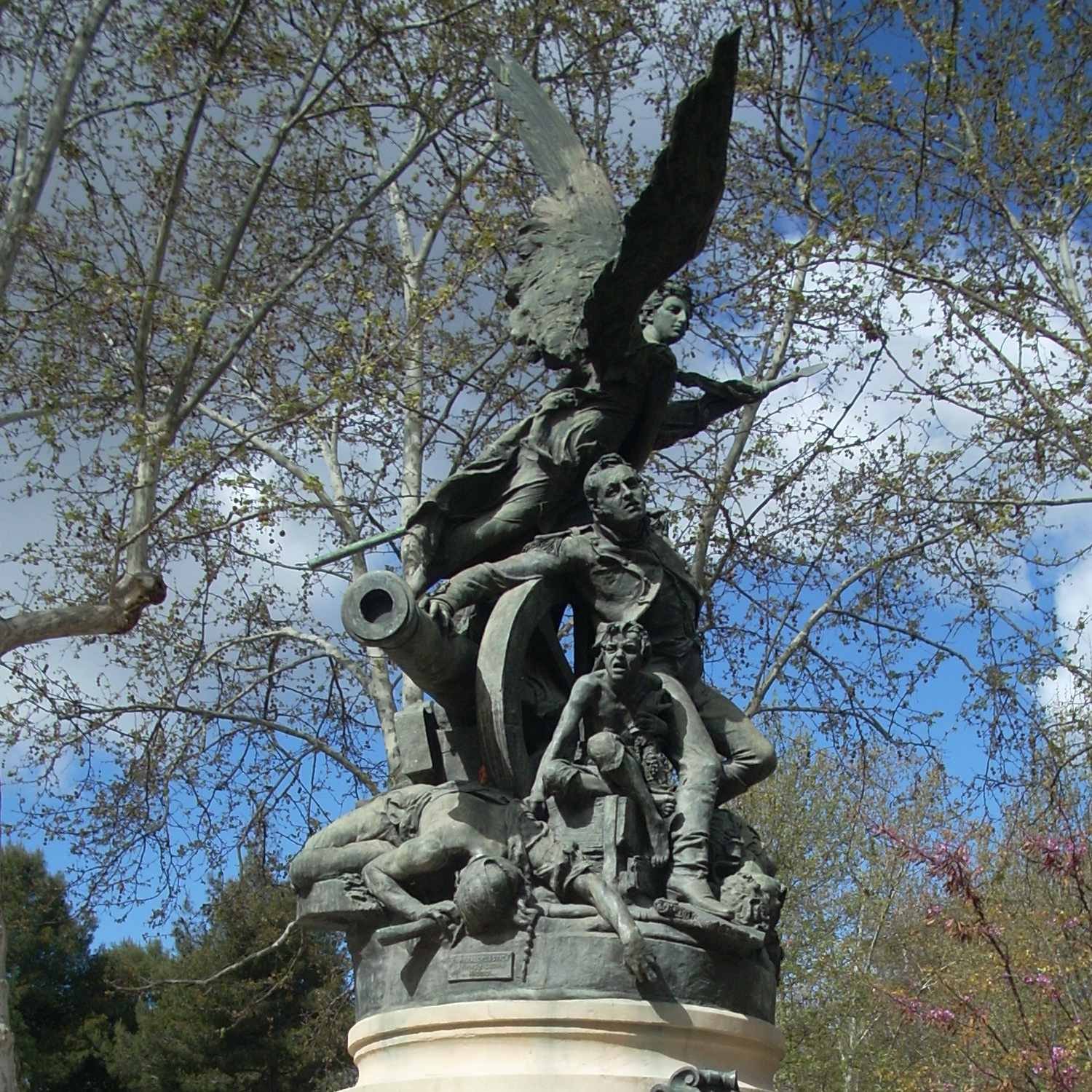
Monumento al Pueblo del Dos de Mayo de 1808, de Aniceto Marinas (1891, inaugurado en 1908).

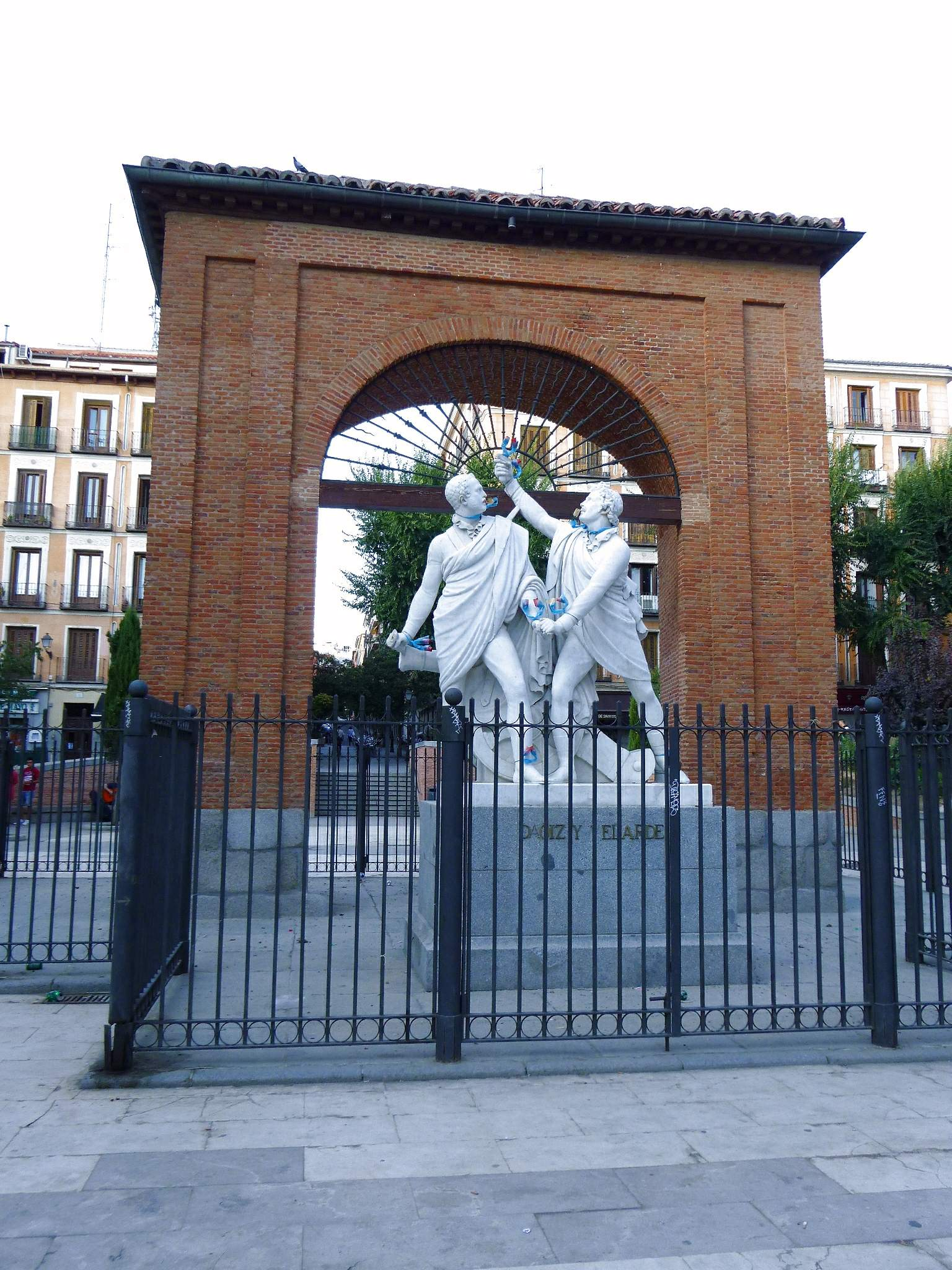
Monumento a Daoiz y Velarde en la Plaza del 2 de mayo, con la antigua puerta de entrada a los barracones del cuartel.

En la propia casa de Pedro Velarde, en la localidad cántabra de Muriedas, todos los vecinos, junto con las autoridades del ayuntamiento y del gobierno regional de Cantabria celebran una misa en su memoria y se hace una ofrenda floral. Del mismo modo en Sevilla, cuna de Daoiz, un destacamento de artillería rinde honores ante su estatua, que preside la céntrica Plaza del Dos de Mayo.[cita requerida]
Como dato adicional, en conmemoración al alzamiento del 2 de mayo se bautizó, en los años 1850 una fragata de vapor de la Real Armada como Villa de Madrid, y paradójicamente libraría su mayor batalla un 2 de mayo, en las aguas del Callao.